# بولز أوف فيوري
كرات الغضب  (بالإنجليزية: Balls of fury)‏ هو فيلم أمريكي كوميديا رياضية بطولة دان كريستوفر.بدأ عرض الفيلم في أغسطس/آب 2007م، وجمع أكثر من 41 مليون دولار من عرضه حول العالم، كما تم تصنيف الفيلم باعتباره من الأفلام المحظور مشاهدتها لمن هم أقل من 13 عاما، الفيلم يحتوي على مشاهد عنف وألفاظ فجة.

## قصة
يحكي فيلم «بولز أوف فيوري» عن عالم بطولات البينج بونج السرية التي تقام دون رقابة؛ حيث المنافسات الشرسة والرهانات القاتلة. يضطر راندي دايتونا(دان فوجلر) -لاعب البينج بونج الأسطورة السابق- للدخول إلى هذه الدوامة، عندما يكلفه عميل الـFBI رودريجيز(جورج لوبيز) بمهمة سرية؛ للاشتراك في إحدى هذه البطولات السرية؛ للمساهمة في القبض على قاتل والده، وأشرس الرجال المطلوبين لدى الـFBI السيد فينج (كريستوفر والكن). يتحمس راندي للفكرة، ويعزم على استعادة مجده والانتقام لوالده، لكن مع ابتعاده عن الملاعب طوال العقدين الأخيرين يفقد راندي لياقته، ويدرك أنه لن ينجح في خطته بدون فريق يسانده ويساعده في التدريبات الشاقة. يستعين راندي بالحكيم والمرشد الروحي وانج (جيمس هونج)، وخبيرة التدريبات الشاقة ماجي (ماجي كيو) ذات الجمال الفاتن، اللذان يجمعهما ماضيهما الأسود مع فينج. يُصدم راندي عندما يجد نفسه في حلبة القتال مع لاعبين مرعبين يشبهون أولئك الذين يلعبون في الأولمبياد،

## الميزانية والإيرادات
حقق أرباحا تقدر بـ 41.1 مليون دولار.

## وصلات خارجية
- بولز أوف فيوري على موقع IMDb (الإنجليزية)
- بولز أوف فيوري على موقع ميتاكريتيك (الإنجليزية)
- بولز أوف فيوري على موقع روتن توميتوز (الإنجليزية)
- بولز أوف فيوري على موقع نتفليكس (الإنجليزية)
- بولز أوف فيوري على موقع قاعدة بيانات الأفلام العربية
- بولز أوف فيوري على موقع ألو سيني (الفرنسية)
- بولز أوف فيوري على موقع Turner Classic Movies (الإنجليزية)
- بولز أوف فيوري على موقع أول موفي (الإنجليزية)
- بولز أوف فيوري على موقع بوكس أوفيس موجو (الإنجليزية)
- بولز أوف فيوري على موقع فيلمافينيتي (الإسبانية)